# Los Azulitos
Los Azulitos es una localidad del estado mexicano de Jalisco. Es parte del municipio de Lagos de Moreno.

## Demografía
| Gráfica de evolución demográfica |
|                                  |

| Censo | Población |
| ----- | --------- |
| 1950  | 739       |
| 1960  | 1 092     |
| 1970  | 1 295     |
| 1980  | 1 849     |
| 1990  | 2 104     |
| 2000  | 2 162     |
| 2010  | 2 217     |
| 2020  | 2 166     |